# Kemal Effendi
Kemal Effendi was een Turks diplomaat. Hij was onder andere Turks ambassadeur in Berlijn. De Pruisische koning verleende hem op 2 juli 1857 de Ie Klasse van de Orde van de Rode Adelaar in de uitvoering voor niet-christenen.